# Jarmilana pecki
Jarmilana pecki – gatunek kosarza z podrzędu Laniatores i rodziny Pyramidopidae, jedyny z monotypowego rodzaju Jarmilana.
Gatunek ten opisany został po raz pierwszy w 1977 roku przez Clarence’a Jamesa Goodnighta i Marie Louise Goodnight pod nazwą Stygnomma pecki. W 2016 roku Jesús Alberto Cruz López, Daniel N. Proud i Abel Pérez González umieścili go w nowym rodzaju Jarmilana. 
Pajęczak neotropikalny, endemiczny dla Belize.